# Pallacanestro Piacentina 2021-2022
Questa voce raccoglie le informazioni riguardanti la Pallacanestro Piacentina nelle competizioni ufficiali della stagione 2021-2022.

## Stagione
La stagione 2021-2022 della Bakery Basket Piacenza sponsorizzata Bakery, è la 2ª stagione nella seconda serie italiana, la Serie A2.

## Formula
Al campionato prendono parte 28 squadre suddivise in due gironi, "Verde" e "Rosso", entrambi composti da 14 squadre, per un totale di 26 gare complessive. Le squadre di ciascun girone si affrontano in una prima fase di qualificazione (denominata Regular Season) con gare di andata e ritorno.
Tutte e 28 le squadre, accedono di diritto alla "fase a orologio" per un totale di altre 4 partite; ogni squadra giocherà contro le due squadre dell'altro girone che la precedono, giocando in trasferta, e contro le due squadre dell'altro girone che la seguono, giocando in casa. I punti ottenuti in questa fase saranno sommati a quelli già accumulati nella regular season, andando così a formare la classifica definitiva dei due gironi.
Le squadre che al termine della fase ad orologio, saranno ultime nei due gironi, verranno automaticamente retrocesse in Serie B.

## Organigramma societario
- Presidente: Marco Beccari
- Team Manager: Roberto Spagnoli
- Segretaria: Caterina Zanardi
- Responsabile Arbitri: Marco Galli
- Responsabile Comunicazione: Nicolas Cattivelli
- Ufficio Stampa: Carlofilippo Vardelli
- Resp. Settore Giovanile: Simone Zamboni
- Resp. Minibasket: Giulio Coppeta

- Allenatore: Federico Campanella
- Assistenti: Matteo Brambilla
- Preparatore Atletico: Marco Merli
- Ortopedico: Alberto Fioruzzi, Eugenio Jannelli
- Fisioterapista: Alessandro De Joannon

## Roster
| Pallacanestro Piacentina 2021-2022 | Pallacanestro Piacentina 2021-2022 |
| Giocatori                          | Staff tecnico                      |
| ---------------------------------- | ---------------------------------- |

| N. | Naz.                                         | Ruolo | Nome                | Anno | Alt.   | Peso   |  |
| -- | -------------------------------------------- | ----- | ------------------- | ---- | ------ | ------ |  |
| 0  | Stati Uniti (bandiera)                       | C     | Anthony Morse       | 1994 | 203 cm | 103 kg |  |
| 5  | Italia (bandiera)                            | P     | Marco Perin (C)     | 1993 | 185 cm | 81 kg  |  |
| 10 | Italia (bandiera)                            | P     | Marco Venuto        | 1985 | 190 cm | 81 kg  |  |
| 12 | Italia (bandiera) · Romania (bandiera)       | G     | Mark Czumbel        | 2000 | 187 cm | 81 kg  |  |
| 15 | Italia (bandiera)                            | A     | Daniel Donzelli     | 1996 | 200 cm | 100 kg |  |
| 16 | Italia (bandiera)                            | G     | Riccardo Chinellato | 2000 | 198 cm | 94 kg  |  |
| 17 | Italia (bandiera)                            | G     | Davide Bonacini     | 1990 | 190 cm | 85 kg  |  |
| 18 | Italia (bandiera)                            | C     | Michael Sacchettini | 1995 | 205 cm | 102 kg |  |
| 21 | Italia (bandiera)                            | G     | Zakaria El Agbani   | 2001 | 186 cm | 90 kg  |  |
| 30 | Stati Uniti (bandiera) · Germania (bandiera) | G     | Nik Raivio          | 1986 | 193 cm | 93 kg  |  |
| 32 | Italia (bandiera)                            | G     | Federico Bonacini   | 1999 | 190 cm | 82 kg  |  |
| 99 | Italia (bandiera)                            | AP    | Jacopo Lucarelli    | 1996 | 197 cm | 96 kg  |  |

| Allenatore                                                                     |
| - Federico Campanella                                                          |
| Assistente/i                                                                   |
| - Matteo Brambilla Legenda - (C) Capitano - (IN) Inattivo - Infortunato Roster |

## Mercato

### Sessione estiva
| Acquisti | Acquisti            | Acquisti              | Acquisti   |
| R.       | Nome                | da                    | Modalità   |
| -------- | ------------------- | --------------------- | ---------- |
| G        | Davide Bonacini     | Pall. Mantovana       | definitivo |
| AP       | Jacopo Lucarelli    | Pall. Roseto          | definitivo |
| A        | Riccardo Chinellato | Coronaplatina Piadena | definitivo |
| A        | Daniel Donzelli     | Monferrato Basket     | definitivo |
| C        | Anthony Morse       | Pall. Varese          | definitivo |
| G        | Nik Raivio          | Urania Milano         | definitivo |

| Cessioni | Cessioni                  | Cessioni            | Cessioni       |
| R.       | Nome                      | a                   | Modalità       |
| -------- | ------------------------- | ------------------- | -------------- |
| AG       | Liam Udom                 | Scaligera Verona    | fine contratto |
| G        | Sebastian Vico            | Raggisolaris Faenza | fine contratto |
| C        | Duilio Ernesto Birindelli | Fulgor Omegna       | fine contratto |
| P        | Edoardo Pedroni           | Golfo Piombino      | fine contratto |
| A        | Marco Planezio            | Fulgor Omegna       | fine contratto |
| G        | Giovanni Gambarota        | CUS Jonico Taranto  | fine contratto |
| AG       | Lorenzo De Zardo          | free agent          | fine contratto |

### Dopo l'inizio della stagione
| Acquisti | Acquisti          | Acquisti       | Acquisti     | Acquisti   |
| R.       | Nome              | da             | Data         | Modalità   |
| -------- | ----------------- | -------------- | ------------ | ---------- |
| P        | Federico Bonacini | Pall. Reggiana | 2 marzo 2022 | definitivo |
| P        | Marco Venuto      | Treviglio      | 4 marzo 2022 | definitivo |

## Risultati

### Supercoppa

#### Gironi (Girone B)
| Arbitri: | Francesco Terranova (Ferrara) Paolo Puccini (Genova) Edoardo Ugolini (Forlì) |

|                                         |            |                                          |
| Gajić 15 Guariglia, Pascolo 10 Cesana 8 | Punti      | 19 Bonacini, Morse 15 Raivio 9 Lucarelli |
| Querci, Sabatini 3                      | Assist     | 4 Raivio                                 |
| Guariglia, Pascolo 8                    | Rimbalzi   | 10 Raivio                                |
| Stefano Salieri                         | Allenatori | Federico Campanella                      |

| Arbitri: | Alessandro Tirozzi (Bologna) Alessandro Saraceni (Zola Predosa) Lorenzo Grazia (Bergamo) |

|                                |            |                                 |
| Raivio 17 Morse 16 Bonacini 11 | Punti      | 21 Nikolić 18 Johnson 13 Bayehe |
| Raivio 3                       | Assist     | 5 Bucarelli                     |
| Morse 13                       | Rimbalzi   | 8 Bayehe, Nikolić               |
| Federico Campanella            | Allenatori | Marco Sodini                    |

| Arbitri: | Gabriele Gagno (Spresiano) Chiara Maschietto (Treviso) Salvatore Nuara (Treviso) |

|                                   |            |                                |
| Miaschi 20 Lupusor 16 Langston 11 | Punti      | 18 Morse 17 Raivio 13 Bonacini |
| Rodríguez 7                       | Assist     | 5 Bonacini                     |
| Langston 9                        | Rimbalzi   | 10 Morse                       |
| Michele Carrea                    | Allenatori | Federico Campanella            |

### Serie A2

#### Regular season (Girone verde)

##### Girone di andata
| Milano 3 ottobre 2021, ore 18:00 CEST 1ª giornata | Urania Milano | 71 – 67 (20-21; 38-43; 50-62) referto | Pall. Piacentina | Palalido |
| Paci , Piunti 17 Montano 11 Thomas 9 Punti 17 Morse 14 Raivio 13 Sacchettini Montano 7 Assist 4 Bonacini, Raivio Davide Villa Allenatori Federico Campanella |               |                                       |                  |          |
| |               |                                       |                  |          |
| Paci, Piunti 17 Montano 11 Thomas 9 | Punti         | 17 Morse 14 Raivio 13 Sacchettini     |                  |          |
| Montano 7 | Assist        | 4 Bonacini, Raivio                    |                  |          |
| Davide Villa | Allenatori    | Federico Campanella                   |                  |          |

| Piacenza 10 ottobre 2021, ore 18:00 CEST 2ª giornata                                                                                   | Pall. Piacentina | 101 – 89 (32-24; 56-53; 75-68) referto | G.M. OrziBasket | PalaBakery |
| Raivio 30 Morse 25 Perin 15 Punti 27 Epps 25 Renzi 13 Corbett Raivio 6 Assist 6 Spanghero Federico Campanella Allenatori Fabio Corbani |                  |                                        |                 |            |
| |                  |                                        |                 |            |
| Raivio 30 Morse 25 Perin 15 | Punti            | 27 Epps 25 Renzi 13 Corbett            |                 |            |
| Raivio 6 | Assist           | 6 Spanghero                            |                 |            |
| Federico Campanella | Allenatori       | Fabio Corbani                          |                 |            |

| Piacenza 17 ottobre 2021, ore 18:00 CEST 3ª giornata | Pall. Piacentina | 70 – 75 (17-18; 28-35; 54-55) referto | Pistoia Basket | PalaBakery |
| Morse 29 Raivio 13 Sacchettini , Bonacini 10 Punti 21 Magro 20 Johnson 10 Del chiaro Bonacini 6 Assist 6 Wheatle Federico Campanella Allenatori Nicola Brienza |                  |                                       |                |            |
| |                  |                                       |                |            |
| Morse 29 Raivio 13 Sacchettini, Bonacini 10 | Punti            | 21 Magro 20 Johnson 10 Del chiaro     |                |            |
| Bonacini 6 | Assist           | 6 Wheatle                             |                |            |
| Federico Campanella | Allenatori       | Nicola Brienza                        |                |            |

| Torino 24 ottobre 2021, ore 18:00 CEST 4ª giornata | Basket Torino | 90 – 75 (27-17; 53-32; 68-49) referto       | Pall. Piacentina | PalaRuffini |
| Landi 14 Pagani 13 Scott 12 Punti 16 Raivio , Chinellato 15 Morse 10 Lucarelli Davis 7 Assist 6 Bonacini, Raivio Edoardo Casalone Allenatori Federico Campanella |               |                                             |                  |             |
| |               |                                             |                  |             |
| Landi 14 Pagani 13 Scott 12 | Punti         | 16 Raivio, Chinellato 15 Morse 10 Lucarelli |                  |             |
| Davis 7 | Assist        | 6 Bonacini, Raivio                          |                  |             |
| Edoardo Casalone | Allenatori    | Federico Campanella                         |                  |             |

| Piacenza 31 ottobre 2021, ore 18:00 CEST 5ª giornata | Pall. Piacentina | 75 – 85 (16-32; 38-54; 55-72) referto | Amici Pall. Udinese | PalaBakery |
| Raivio 18 Bonacini 12 Morse 11 Punti 17 Antonutti 16 Lacey 11 Pellegrino Raivio 6 Assist 5 Cappelletti Federico Campanella Allenatori Matteo Boniciolli |                  |                                       |                     |            |
| |                  |                                       |                     |            |
| Raivio 18 Bonacini 12 Morse 11 | Punti            | 17 Antonutti 16 Lacey 11 Pellegrino   |                     |            |
| Raivio 6 | Assist           | 5 Cappelletti                         |                     |            |
| Federico Campanella | Allenatori       | Matteo Boniciolli                     |                     |            |

| Mantova 7 novembre 2021, ore 18:00 CEST 6ª giornata | Pall. Mantovana | 74 – 77 (15-20; 29-43; 53-64) referto | Pall. Piacentina | Grana Padano Arena |
| Thompson 17 Mastellari , Cortese 13 Lagana 12 Punti 20 Lucarelli 19 Morse 13 Bonacini Lagana 8 Assist 3 Bonacini, Raivio, Perin, Lucarelli Gennaro Di Carlo Allenatori Federico Campanella |                 |                                       |                  |                    |
| |                 |                                       |                  |                    |
| Thompson 17 Mastellari, Cortese 13 Lagana 12 | Punti           | 20 Lucarelli 19 Morse 13 Bonacini     |                  |                    |
| Lagana 8 | Assist          | 3 Bonacini, Raivio, Perin, Lucarelli  |                  |                    |
| Gennaro Di Carlo | Allenatori      | Federico Campanella                   |                  |                    |

| Piacenza 14 novembre 2021, ore 17:00 CEST 7ª giornata                                                                                                  | Pall. Piacentina | 85 – 90 (27-19; 52-44; 65-67) referto | Trapani Shark | PalaBakery |
| Raivio 24 Morse 14 Lucarelli 13 Punti 25 Mollura 16 Childs 14 Wiggs Lucarelli 5 Assist 3 Wiggs, Palermo Federico Campanella Allenatori Daniele Parente |                  |                                       |               |            |
| |                  |                                       |               |            |
| Raivio 24 Morse 14 Lucarelli 13 | Punti            | 25 Mollura 16 Childs 14 Wiggs         |               |            |
| Lucarelli 5 | Assist           | 3 Wiggs, Palermo                      |               |            |
| Federico Campanella | Allenatori       | Daniele Parente                       |               |            |

| Treviglio 21 novembre 2021, ore 18:00 CEST 8ª giornata | Treviglio  | 95 – 71 (32-14; 55-29; 72-53) referto | Pall. Piacentina | PalaFacchetti |
| Rodriguez 18 Lupusor 17 Sacchetti , Potts 11 Punti 20 Raivio 17 Morse 15 Donzelli Langston 9 Assist 4 Raivio Michele Carrea Allenatori Federico Campanella |            |                                       |                  |               |
| |            |                                       |                  |               |
| Rodriguez 18 Lupusor 17 Sacchetti, Potts 11 | Punti      | 20 Raivio 17 Morse 15 Donzelli        |                  |               |
| Langston 9 | Assist     | 4 Raivio                              |                  |               |
| Michele Carrea | Allenatori | Federico Campanella                   |                  |               |

| Piacenza 28 novembre 2021, ore 18:00 CEST 9ª giornata                                                                                           | Pall. Piacentina | 71 – 67 (23-12; 43-33; 58-55) referto | Pall. Biella | PalaBakery |
| Bonacini 18 Raivio 13 Lucarelli 12 Punti 23 Davis 15 Hasbrouck 9 Vincini Raivio 6 Assist 4 Bianchi Federico Campanella Allenatori Andrea Zanchi |                  |                                       |              |            |
| |                  |                                       |              |            |
| Bonacini 18 Raivio 13 Lucarelli 12 | Punti            | 23 Davis 15 Hasbrouck 9 Vincini       |              |            |
| Raivio 6 | Assist           | 4 Bianchi                             |              |            |
| Federico Campanella | Allenatori       | Andrea Zanchi                         |              |            |

| Capo d'Orlando 5 dicembre 2021, ore 12:00 CEST 10ª giornata                                                                           | Orlandina  | 81 – 80 (22-24; 42-39; 66-64) referto | Pall. Piacentina | PalaFantozzi |
| Mack 25 King 15 Lagana 10 Punti 19 Raivio 18 Morse 14 Donzelli Ellis 9 Assist 8 Bonacini Marco Cardani Allenatori Federico Campanella |            |                                       |                  |              |
| |            |                                       |                  |              |
| Mack 25 King 15 Lagana 10 | Punti      | 19 Raivio 18 Morse 14 Donzelli        |                  |              |
| Ellis 9 | Assist     | 8 Bonacini                            |                  |              |
| Marco Cardani | Allenatori | Federico Campanella                   |                  |              |

| Cantù 12 dicembre 2021, ore 18:00 CEST 11ª giornata | Pall. Cantù | 90 – 95 (20-28; 47-45; 74-70) referto | Pall. Piacentina | PalaDesio |
| Allen 21 Johnson , Bayehe 16 Da ros , Stefanelli 10 Punti 25 Morse 20 Bonacini 15 Raivio Johnson 8 Assist 10 Bonacini, Raivio Marco Sodini Allenatori Federico Campanella |             |                                       |                  |           |
| |             |                                       |                  |           |
| Allen 21 Johnson, Bayehe 16 Da ros, Stefanelli 10 | Punti       | 25 Morse 20 Bonacini 15 Raivio        |                  |           |
| Johnson 8 | Assist      | 10 Bonacini, Raivio                   |                  |           |
| Marco Sodini | Allenatori  | Federico Campanella                   |                  |           |

| Piacenza 19 dicembre 2021, ore 18:00 CEST 12ª giornata                                                                                                  | Pall. Piacentina | 87 – 84 (21-28; 38-52; 58-67; 77-77) referto | Monferrato Basket | PalaBakery |
| Raivio 23 Bonacini 19 Morse 11 Punti 19 Pepper 15 Okeke , Leggio 14 Williams Raivio 4 Assist 5 Williams Federico Campanella Allenatori Andrea Valentini |                  |                                              |                   |            |
| |                  |                                              |                   |            |
| Raivio 23 Bonacini 19 Morse 11 | Punti            | 19 Pepper 15 Okeke, Leggio 14 Williams       |                   |            |
| Raivio 4 | Assist           | 5 Williams                                   |                   |            |
| Federico Campanella | Allenatori       | Andrea Valentini                             |                   |            |

| Piacenza 16 gennaio 2022, ore 18:00 CEST 13ª giornata                                                                                      | U.C.C. Piacenza | 89 – 71 (19-18; 43-37; 61-61) referto | Pall. Piacentina | PalaBanca |
| Cesena 22 Devoe 18 Seck 10 Punti 27 Raivio 12 Morse 9 Lucarelli Sabatini 13 Assist 7 Raivio Stefano Salieri Allenatori Federico Campanella |                 |                                       |                  |           |
| |                 |                                       |                  |           |
| Cesena 22 Devoe 18 Seck 10 | Punti           | 27 Raivio 12 Morse 9 Lucarelli        |                  |           |
| Sabatini 13 | Assist          | 7 Raivio                              |                  |           |
| Stefano Salieri | Allenatori      | Federico Campanella                   |                  |           |

##### Girone di ritorno
| Piacenza 16 febbraio 2022, ore 20:30 CEST 14ª giornata | Pall. Piacentina | 81 – 78 (21-19; 43-42; 62-59) referto | Urania Milano | PalaBakery |
| Bonacini 20 Raivio , Lucarelli 15 Morse 12 Punti 24 Thomas 18 Portannese 12 Nikolic Raivio 8 Assist 3 Montano, Piunti Federico Campanella Allenatori Davide Villa |                  |                                       |               |            |
| |                  |                                       |               |            |
| Bonacini 20 Raivio, Lucarelli 15 Morse 12 | Punti            | 24 Thomas 18 Portannese 12 Nikolic    |               |            |
| Raivio 8 | Assist           | 3 Montano, Piunti                     |               |            |
| Federico Campanella | Allenatori       | Davide Villa                          |               |            |

| Orzinuovi 16 marzo 2022, ore 20:30 CEST 15ª giornata                                                                                       | G.M. OrziBasket | 68 – 81 (14-17; 33-48; 56-65) referto | Pall. Piacentina | PalaGeorge |
| Rebec 20 Martini 14 Corbett 12 Punti 32 Raivio 19 Morse 10 Donzelli Rebec 3 Assist 4 Venuto Massimo Bulleri Allenatori Federico Campanella |                 |                                       |                  |            |
| |                 |                                       |                  |            |
| Rebec 20 Martini 14 Corbett 12 | Punti           | 32 Raivio 19 Morse 10 Donzelli        |                  |            |
| Rebec 3 | Assist          | 4 Venuto                              |                  |            |
| Massimo Bulleri | Allenatori      | Federico Campanella                   |                  |            |

| Pistoia 22 gennaio 2022, ore 20:30 CEST 16ª giornata                                                                                              | Pistoia Basket | 89 – 76 (29-13; 50-39; 68-54) referto | Pall. Piacentina | PalaCarrara |
| Saccaggi 26 Utomi 22 Riismaa 13 Punti 19 Morse 15 Lucarelli 11 Donzelli Saccaggi 5 Assist 11 Raivio Nicola Brienza Allenatori Federico Campanella |                |                                       |                  |             |
| |                |                                       |                  |             |
| Saccaggi 26 Utomi 22 Riismaa 13 | Punti          | 19 Morse 15 Lucarelli 11 Donzelli     |                  |             |
| Saccaggi 5 | Assist         | 11 Raivio                             |                  |             |
| Nicola Brienza | Allenatori     | Federico Campanella                   |                  |             |

| Piacenza 30 gennaio 2022, ore 18:00 CEST 17ª giornata                                                                                               | Pall. Piacentina | 79 – 107 (17-34; 32-66; 47-83) referto | Basket Torino | PalaBakery |
| Perin 24 Raivio 14 Sacchettini , Morse 9 Punti 20 Scott 18 Davis 15 De vico Raivio 7 Assist 4 Davis Federico Campanella Allenatori Edoardo Casalone |                  |                                        |               |            |
| |                  |                                        |               |            |
| Perin 24 Raivio 14 Sacchettini, Morse 9 | Punti            | 20 Scott 18 Davis 15 De vico           |               |            |
| Raivio 7 | Assist           | 4 Davis                                |               |            |
| Federico Campanella | Allenatori       | Edoardo Casalone                       |               |            |

| Udine 5 febbraio 2022, ore 19:30 CEST 18ª giornata | Amici Pall. Udinese | 73 – 60 (14-14; 46-29; 61-38) referto    | Pall. Piacentina | PalaCarnera |
| Pellegrino 17 Antonutti , Lacey 14 Giuri , Ebeling 6 Punti 14 Morse , Raivio 10 Donzelli 9 Lucarelli Cappelletti 6 Assist 4 Donzelli Matteo Boniciolli Allenatori Federico Campanella |                     |                                          |                  |             |
| |                     |                                          |                  |             |
| Pellegrino 17 Antonutti, Lacey 14 Giuri, Ebeling 6 | Punti               | 14 Morse, Raivio 10 Donzelli 9 Lucarelli |                  |             |
| Cappelletti 6 | Assist              | 4 Donzelli                               |                  |             |
| Matteo Boniciolli | Allenatori          | Federico Campanella                      |                  |             |

| Piacenza 13 febbraio 2022, ore 18:00 CEST 19ª giornata                                                                                                 | Pall. Piacentina | 81 – 89 (23-19; 36-43; 66-64) referto | Pall. Mantovana | PalaBakery |
| Lucarelli 26 Donzelli 15 Raivio 13 Punti 28 Thompson 17 Lagana 16 Stojanovic Raivio 5 Assist 6 Stojanovic Federico Campanella Allenatori Giorgio Valli |                  |                                       |                 |            |
| |                  |                                       |                 |            |
| Lucarelli 26 Donzelli 15 Raivio 13 | Punti            | 28 Thompson 17 Lagana 16 Stojanovic   |                 |            |
| Raivio 5 | Assist           | 6 Stojanovic                          |                 |            |
| Federico Campanella | Allenatori       | Giorgio Valli                         |                 |            |

| Trapani 20 febbraio 2021, ore 17:00 CEST 20ª giornata | Trapani Shark | 68 – 66 (17-25; 36-44; 54-54) referto    | Pall. Piacentina | PalaIlio |
| Wiggs 25 Romeo 12 Mollura 9 Punti 18 Raivio 10 Morse 9 Lucarelli , Bonacini Wiggs, Massone 3 Assist 9 Raivio Daniele Parente Allenatori Federico Campanella |               |                                          |                  |          |
| |               |                                          |                  |          |
| Wiggs 25 Romeo 12 Mollura 9 | Punti         | 18 Raivio 10 Morse 9 Lucarelli, Bonacini |                  |          |
| Wiggs, Massone 3 | Assist        | 9 Raivio                                 |                  |          |
| Daniele Parente | Allenatori    | Federico Campanella                      |                  |          |

| Piacenza 27 febbraio 2022, ore 18:00 CEST 21ª giornata                                                                                                | Pall. Piacentina | 63 – 79 (17-27; 26-49; 40-68) referto | Treviglio | PalaBakery |
| Morse 16 Raivio 15 Lucarelli 11 Punti 18 Langston 13 Rodriguez 12 Miaschi Lucarelli 5 Assist 6 Sollazzo Federico Campanella Allenatori Michele Carrea |                  |                                       |           |            |
| |                  |                                       |           |            |
| Morse 16 Raivio 15 Lucarelli 11 | Punti            | 18 Langston 13 Rodriguez 12 Miaschi   |           |            |
| Lucarelli 5 | Assist           | 6 Sollazzo                            |           |            |
| Federico Campanella | Allenatori       | Michele Carrea                        |           |            |

| Biella 6 marzo 2022, ore 18:00 CEST 22ª giornata | Pall. Biella | 73 – 59 (23-14; 38-26; 58-35) referto | Pall. Piacentina | Biella Forum |
| Davis 22 Morgillo 12 Hasbrouck , Pollone , Bianchi 7 Punti 18 Donzelli 12 Raivio 10 Morse Soviero 4 Assist 3 Venuto, Raivio, Donzelli Andrea Zanchi Allenatori Federico Campanella |              |                                       |                  |              |
| |              |                                       |                  |              |
| Davis 22 Morgillo 12 Hasbrouck, Pollone, Bianchi 7 | Punti        | 18 Donzelli 12 Raivio 10 Morse        |                  |              |
| Soviero 4 | Assist       | 3 Venuto, Raivio, Donzelli            |                  |              |
| Andrea Zanchi | Allenatori   | Federico Campanella                   |                  |              |

| Piacenza 20 marzo 2022, ore 12:00 CEST 23ª giornata | Pall. Piacentina | 63 – 79 (23-24; 38-48; 57-58) referto | Orlandina | PalaBakery |
| Morse 26 Raivio 20 F. Bonacini 16 Punti 14 King 11 Mack 10 Traini , Diouf Venuto, Raivio 6 Assist 3 Traini Federico Campanella Allenatori Marco Cardani |                  |                                       |           |            |
| |                  |                                       |           |            |
| Morse 26 Raivio 20 F. Bonacini 16 | Punti            | 14 King 11 Mack 10 Traini, Diouf      |           |            |
| Venuto, Raivio 6 | Assist           | 3 Traini                              |           |            |
| Federico Campanella | Allenatori       | Marco Cardani                         |           |            |

| Piacenza 27 marzo 2022, ore 18:00 CEST 24ª giornata | Pall. Piacentina | 128 – 136 (20-14; 42-30; 62-53; 82-82; 96-104;) referto | Pall. Cantù | PalaBakery |
| Raivio 23 Venuto 22 Morse 19 Punti 40 Bryant 32 Allen 24 Stefanelli Venuto, Raivio 8 Assist 3 Bryant, Allen, Da Ros Federico Campanella Allenatori Marco Sodini |                  |                                                         |             |            |
| |                  |                                                         |             |            |
| Raivio 23 Venuto 22 Morse 19 | Punti            | 40 Bryant 32 Allen 24 Stefanelli                        |             |            |
| Venuto, Raivio 8 | Assist           | 3 Bryant, Allen, Da Ros                                 |             |            |
| Federico Campanella | Allenatori       | Marco Sodini                                            |             |            |

| Casale Monferrato 4 aprile 2022, ore 20:30 CEST 25ª giornata                                                                                               | Monferrato Basket | 83 – 67 (23-19; 44-41; 65-57) referto | Pall. Piacentina | PalaFerraris |
| Leggio 19 Hill-mais 18 Martinoni 13 Punti 13 Raivio 12 Morse 11 Bonacini Formenti, Sarto 6 Assist 7 Venuto Andrea Valentini Allenatori Federico Campanella |                   |                                       |                  |              |
| |                   |                                       |                  |              |
| Leggio 19 Hill-mais 18 Martinoni 13 | Punti             | 13 Raivio 12 Morse 11 Bonacini        |                  |              |
| Formenti, Sarto 6 | Assist            | 7 Venuto                              |                  |              |
| Andrea Valentini | Allenatori        | Federico Campanella                   |                  |              |

| Piacenza 10 aprile 2022, ore 18:00 CEST 26ª giornata                                                                                                | Pall. Piacentina | 65 – 76 (15-24; 26-45; 48-60) referto | U.C.C. Piacenza | PalaBakery |
| Raivio 21 Czumbel 19 Chinellato 11 Punti 25 Devoe 15 Pascolo 14 Guariglia Raivio 5 Assist 9 Sabatini Federico Campanella Allenatori Stefano Salieri |                  |                                       |                 |            |
| |                  |                                       |                 |            |
| Raivio 21 Czumbel 19 Chinellato 11 | Punti            | 25 Devoe 15 Pascolo 14 Guariglia      |                 |            |
| Raivio 5 | Assist           | 9 Sabatini                            |                 |            |
| Federico Campanella | Allenatori       | Stefano Salieri                       |                 |            |

#### Fase a orologio
| Roma 16 aprile 2022, ore 19:00 CEST 1ª giornata | Eurobasket Roma | 82 – 74 (18-20; 37-40; 61-57) referto | Pall. Piacentina | Palazzetto di Guidonia Montecelio |
| Pepe 22 Hill 19 Baldasso 16 Punti 19 Morse 17 F. Bonacini 15 Raivio Schina 9 Assist 5 Raivio Carroll 8 Rimbalzi 9 Donzelli Damiano Pilot Allenatori Federico Campanella |                 |                                       |                  |                                   |
| |                 |                                       |                  |                                   |
| Pepe 22 Hill 19 Baldasso 16 | Punti           | 19 Morse 17 F. Bonacini 15 Raivio     |                  |                                   |
| Schina 9 | Assist          | 5 Raivio                              |                  |                                   |
| Carroll 8 | Rimbalzi        | 9 Donzelli                            |                  |                                   |
| Damiano Pilot | Allenatori      | Federico Campanella                   |                  |                                   |

| Piacenza 20 aprile 2022, ore 20:00 CEST 2ª giornata | Pall. Piacentina | 79 – 78 (22-21; 42-37; 60-53) referto | Janus Fabriano | PalaBakery |
| Czumbel , Morse 15 Raivio 13 Chinellato 9 Punti 23 Hollis 19 Smith 13 Tommasini Raivio 6 Assist 4 Smith Raivio 11 Rimbalzi 7 Tommasini Federico Campanella Allenatori Francesco Ciarpella |                  |                                       |                |            |
| |                  |                                       |                |            |
| Czumbel, Morse 15 Raivio 13 Chinellato 9 | Punti            | 23 Hollis 19 Smith 13 Tommasini       |                |            |
| Raivio 6 | Assist           | 4 Smith                               |                |            |
| Raivio 11 | Rimbalzi         | 7 Tommasini                           |                |            |
| Federico Campanella | Allenatori       | Francesco Ciarpella                   |                |            |

| Chieti 24 aprile 2022, ore 18:00 CEST 3ª giornata | Chieti 1974 | 64 – 77 (12-18; 35-41; 58-55) referto     | Pall. Piacentina | PalaTricalle Sandro Leombroni |
| Dincic 24 Bartoli 18 Tsetserukou , Sims 10 Punti 22 Raivio 12 Morse , F. Bonacini 10 Venuto Bartoli 7 Assist 4 Czumbel Dincic, Tsetserukou 9 Rimbalzi 14 Raivio Marco Calvani Allenatori Federico Campanella |             |                                           |                  |                               |
| |             |                                           |                  |                               |
| Dincic 24 Bartoli 18 Tsetserukou, Sims 10 | Punti       | 22 Raivio 12 Morse, F. Bonacini 10 Venuto |                  |                               |
| Bartoli 7 | Assist      | 4 Czumbel                                 |                  |                               |
| Dincic, Tsetserukou 9 | Rimbalzi    | 14 Raivio                                 |                  |                               |
| Marco Calvani | Allenatori  | Federico Campanella                       |                  |                               |

| Piacenza 1 maggio 2022, ore 18:00 CEST 4ª giornata | Pall. Piacentina | 63 – 78 (20-15; 27-41; 44-61) referto | Nardò Basket | PalaBakery |
| Raivio 20 Chinellato , Morse 11 Lucarelli 9 Punti 26 Amato 15 Ferguson 14 La torre Raivio, Venuto, F. Bonacini, Czumbel 3 Assist 9 Ferguson Chinellato 13 Rimbalzi 12 Poletti Federico Campanella Allenatori Michele Battistini |                  |                                       |              |            |
| |                  |                                       |              |            |
| Raivio 20 Chinellato, Morse 11 Lucarelli 9 | Punti            | 26 Amato 15 Ferguson 14 La torre      |              |            |
| Raivio, Venuto, F. Bonacini, Czumbel 3 | Assist           | 9 Ferguson                            |              |            |
| Chinellato 13 | Rimbalzi         | 12 Poletti                            |              |            |
| Federico Campanella | Allenatori       | Michele Battistini                    |              |            |

#### Playout
| Piacenza 8 maggio 2022, ore 18:00 CEST Gara 1 | Pall. Piacentina | 72 – 76 (8-20; 27-30; 56-59) referto   | Stella Azzurra | PalaBakery |
| Morse 19 Raivio 12 Donzelli , F. Bonacini 11 Punti 21 Marcius 11 Innocenti 10 Dambrauskas Donzelli 4 Assist 9 Maglietti Raivio 13 Rimbalzi 13 Marcius Federico Campanella Allenatori Germano D'Arcangeli |                  |                                        |                |            |
| |                  |                                        |                |            |
| Morse 19 Raivio 12 Donzelli, F. Bonacini 11 | Punti            | 21 Marcius 11 Innocenti 10 Dambrauskas |                |            |
| Donzelli 4 | Assist           | 9 Maglietti                            |                |            |
| Raivio 13 | Rimbalzi         | 13 Marcius                             |                |            |
| Federico Campanella | Allenatori       | Germano D'Arcangeli                    |                |            |

| Piacenza 10 maggio 2022, ore 18:00 CEST Gara 2 | Pall. Piacentina | 79 – 60 (15-4; 33-27; 57-42) referto   | Stella Azzurra | PalaBakery |
| Raivio 26 F. Bonacini 17 Morse 15 Punti 14 Dambrauskas 11 Visintin 10 D'ercole Venuto 6 Assist 2 Chiumenti Donzelli 12 Rimbalzi 5 Raspino, Menalo Federico Campanella Allenatori Germano D'Arcangeli |                  |                                        |                |            |
| |                  |                                        |                |            |
| Raivio 26 F. Bonacini 17 Morse 15 | Punti            | 14 Dambrauskas 11 Visintin 10 D'ercole |                |            |
| Venuto 6 | Assist           | 2 Chiumenti                            |                |            |
| Donzelli 12 | Rimbalzi         | 5 Raspino, Menalo                      |                |            |
| Federico Campanella | Allenatori       | Germano D'Arcangeli                    |                |            |

| Frosinone 13 maggio 2022, ore 19:30 CEST Gara 3 | Stella Azzurra | 74 – 76 (19-23; 40-39; 49-57) referto | Pall. Piacentina | PalaCoccia di Veroli |
| Nikolić 23 Rullo 10 Visintin 9 Punti 18 Raivio 16 Morse 13 Chinellato Maglietti 3 Assist 3 Raivio Nikolic 11 Rimbalzi 8 Morse Germano D'Arcangeli Allenatori Federico Campanella |                |                                       |                  |                      |
| |                |                                       |                  |                      |
| Nikolić 23 Rullo 10 Visintin 9 | Punti          | 18 Raivio 16 Morse 13 Chinellato      |                  |                      |
| Maglietti 3 | Assist         | 3 Raivio                              |                  |                      |
| Nikolic 11 | Rimbalzi       | 8 Morse                               |                  |                      |
| Germano D'Arcangeli | Allenatori     | Federico Campanella                   |                  |                      |

| Frosinone 15 maggio 2022, ore 18:00 CEST Gara 4 | Stella Azzurra | 59 – 80 (20-19; 36-35; 44-53) referto | Pall. Piacentina | PalaCoccia di Veroli |
| Rullo , Visintin 11 Raspino 9 Nikolić 8 Punti 23 F. Bonacini 22 Raivio 12 Donzelli Rullo 4 Assist 4 Raivio Marcius 15 Rimbalzi 13 Raivio Germano D'Arcangeli Allenatori Federico Campanella |                |                                       |                  |                      |
| |                |                                       |                  |                      |
| Rullo, Visintin 11 Raspino 9 Nikolić 8 | Punti          | 23 F. Bonacini 22 Raivio 12 Donzelli  |                  |                      |
| Rullo 4 | Assist         | 4 Raivio                              |                  |                      |
| Marcius 15 | Rimbalzi       | 13 Raivio                             |                  |                      |
| Germano D'Arcangeli | Allenatori     | Federico Campanella                   |                  |                      |

## Statistiche
Aggiornate al 15 maggio 2022.

### Statistiche dei giocatori

#### In Campionato (Girone Verde)
| Nome                | Pun | G  | Min | Falli | Falli | Tiri da 2 | Tiri da 2 | Tiri da 2 | Tiri da 3 | Tiri da 3 | Tiri da 3 | Tiri Liberi | Tiri Liberi | Tiri Liberi | Rimbalzi | Rimbalzi | Rimbalzi | Stop | Stop | Palle | Palle | Ass |
| Nome                | Pun | G  | Min | C     | S     | R         | T         | %         | R         | T         | 3P%       | R           | T           | TL%         | O        | D        | T        | D    | S    | P     | R     | Ass |
| ------------------- | --- | -- | --- | ----- | ----- | --------- | --------- | --------- | --------- | --------- | --------- | ----------- | ----------- | ----------- | -------- | -------- | -------- | ---- | ---- | ----- | ----- | --- |
| Nik Raivio          | 461 | 26 | 933 | 38    | 119   | 148       | 299       | 49        | 27        | 94        | 29        | 84          | 107         | 79          | 41       | 169      | 210      | 1    | 14   | 73    | 24    | 140 |
| Anthony Morse       | 394 | 25 | 749 | 76    | 103   | 151       | 268       | 56        | 2         | 8         | 25        | 86          | 128         | 67          | 76       | 86       | 162      | 9    | 6    | 49    | 13    | 26  |
| Jacopo Lucarelli    | 224 | 26 | 641 | 66    | 37    | 54        | 97        | 56        | 31        | 90        | 34        | 23          | 30          | 77          | 18       | 55       | 73       | 4    | 2    | 39    | 11    | 51  |
| Daniel Donzelli     | 209 | 23 | 704 | 63    | 58    | 42        | 88        | 48        | 32        | 77        | 42        | 29          | 43          | 67          | 54       | 96       | 150      | 21   | 4    | 37    | 18    | 34  |
| Davide Bonacini     | 207 | 19 | 581 | 57    | 83    | 48        | 117       | 41        | 18        | 44        | 41        | 57          | 80          | 71          | 7        | 41       | 48       | 2    | 5    | 49    | 16    | 67  |
| Michael Sacchettini | 150 | 25 | 391 | 74    | 30    | 56        | 98        | 57        | 4         | 14        | 29        | 26          | 37          | 70          | 22       | 57       | 79       | 7    | 1    | 24    | 5     | 14  |
| Marco Perin         | 125 | 17 | 313 | 41    | 30    | 15        | 36        | 42        | 24        | 71        | 34        | 23          | 26          | 88          | 6        | 10       | 16       | 0    | 2    | 28    | 9     | 32  |
| Riccardo Chinellato | 108 | 24 | 410 | 40    | 24    | 25        | 59        | 42        | 14        | 35        | 40        | 16          | 26          | 62          | 22       | 57       | 79       | 0    | 1    | 20    | 11    | 17  |
| Federico Bonacini   | 58  | 5  | 137 | 20    | 13    | 16        | 26        | 62        | 8         | 29        | 28        | 2           | 7           | 29          | 7        | 12       | 19       | 0    | 3    | 11    | 13    | 6   |
| Mark Czumbel        | 44  | 24 | 277 | 30    | 19    | 4         | 12        | 33        | 9         | 43        | 21        | 9           | 16          | 56          | 5        | 5        | 10       | 1    | 1    | 13    | 8     | 19  |
| Marco Venuto        | 40  | 5  | 181 | 16    | 11    | 5         | 11        | 45        | 9         | 32        | 28        | 3           | 6           | 50          | 2        | 10       | 12       | 0    | 0    | 5     | 5     | 28  |
| Zakaria El Agbani   | 1   | 3  | 6   | 2     | 1     | 0         | 0         | 0         | 0         | 2         | 0         | 1           | 2           | 50          | 2        | 0        | 2        | 0    | 0    | 0     | 0     | 1   |
| Stefano Carone      | 0   | 1  | 2   | 3     | 0     | 0         | 0         | 0         | 0         | 0         | 0         | 0           | 0           | 0           | 0        | 0        | 0        | 0    | 0    | 1     | 0     | 1   |

#### In Supercoppa
| Nome                | Pun | G | Min | Falli | Falli | Tiri da 2 | Tiri da 2 | Tiri da 2 | Tiri da 3 | Tiri da 3 | Tiri da 3 | Tiri Liberi | Tiri Liberi | Tiri Liberi | Rimbalzi | Rimbalzi | Rimbalzi | Stop | Stop | Palle | Palle | Ass |
| Nome                | Pun | G | Min | C     | S     | R         | T         | %         | R         | T         | 3P%       | R           | T           | TL%         | O        | D        | T        | D    | S    | P     | R     | Ass |
| ------------------- | --- | - | --- | ----- | ----- | --------- | --------- | --------- | --------- | --------- | --------- | ----------- | ----------- | ----------- | -------- | -------- | -------- | ---- | ---- | ----- | ----- | --- |
| Anthony Morse       | 53  | 3 | 100 | 9     | 17    | 21        | 36        | 58        | 0         | 0         | 0         | 11          | 20          | 55          | 14       | 14       | 28       | 2    | 0    | 5     | 1     | 4   |
| Nik Raivio          | 49  | 3 | 102 | 2     | 11    | 16        | 33        | 48        | 3         | 9         | 33        | 8           | 10          | 80          | 5        | 19       | 24       | 0    | 1    | 6     | 3     | 12  |
| Davide Bonacini     | 43  | 3 | 95  | 9     | 15    | 10        | 17        | 59        | 6         | 12        | 50        | 5           | 10          | 50          | 1        | 4        | 5        | 0    | 1    | 4     | 4     | 8   |
| Michael Sacchettini | 16  | 3 | 57  | 10    | 5     | 7         | 19        | 37        | 0         | 1         | 0         | 2           | 3           | 67          | 4        | 7        | 11       | 0    | 0    | 5     | 0     | 3   |
| Jacopo Lucarelli    | 16  | 3 | 81  | 7     | 6     | 4         | 11        | 36        | 1         | 8         | 13        | 5           | 5           | 100         | 2        | 4        | 6        | 0    | 0    | 5     | 4     | 5   |
| Marco Perin         | 11  | 2 | 47  | 1     | 3     | 3         | 4         | 75        | 1         | 9         | 11        | 2           | 2           | 100         | 1        | 2        | 3        | 0    | 0    | 3     | 1     | 2   |
| Riccardo Chinellato | 8   | 3 | 77  | 9     | 1     | 2         | 8         | 25        | 1         | 5         | 20        | 1           | 2           | 50          | 2        | 10       | 12       | 0    | 0    | 2     | 4     | 3   |
| Daniel Donzelli     | 7   | 2 | 36  | 3     | 4     | 2         | 7         | 29        | 0         | 5         | 0         | 3           | 5           | 60          | 2        | 4        | 6        | 0    | 0    | 0     | 3     | 3   |
| Mark Czumbel        | 0   | 3 | 30  | 4     | 0     | 0         | 1         | 0         | 0         | 3         | 0         | 0           | 0           | 0           | 0        | 1        | 1        | 0    | 0    | 2     | 0     | 1   |

#### Nella Fase a Orologio
| Nome                | Pun | G | Min | Falli | Falli | Tiri da 2 | Tiri da 2 | Tiri da 2 | Tiri da 3 | Tiri da 3 | Tiri da 3 | Tiri Liberi | Tiri Liberi | Tiri Liberi | Rimbalzi | Rimbalzi | Rimbalzi | Stop | Stop | Palle | Palle | Ass |
| Nome                | Pun | G | Min | C     | S     | R         | T         | %         | R         | T         | 3P%       | R           | T           | TL%         | O        | D        | T        | D    | S    | P     | R     | Ass |
| ------------------- | --- | - | --- | ----- | ----- | --------- | --------- | --------- | --------- | --------- | --------- | ----------- | ----------- | ----------- | -------- | -------- | -------- | ---- | ---- | ----- | ----- | --- |
| Nik Raivio          | 70  | 4 | 130 | 6     | 22    | 20        | 45        | 44        | 5         | 11        | 45        | 15          | 15          | 100         | 8        | 36       | 44       | 0    | 0    | 9     | 4     | 18  |
| Anthony Morse       | 57  | 4 | 108 | 13    | 12    | 24        | 40        | 60        | 1         | 1         | 100       | 6           | 9           | 67          | 13       | 11       | 24       | 2    | 1    | 8     | 6     | 5   |
| Federico Bonacini   | 45  | 4 | 92  | 9     | 10    | 11        | 26        | 42        | 6         | 18        | 33        | 5           | 7           | 71          | 3        | 10       | 13       | 0    | 2    | 10    | 5     | 12  |
| Jacopo Lucarelli    | 25  | 4 | 83  | 9     | 7     | 7         | 12        | 58        | 2         | 11        | 18        | 5           | 7           | 71          | 1        | 9        | 10       | 0    | 0    | 4     | 1     | 4   |
| Daniel Donzelli     | 25  | 3 | 86  | 7     | 4     | 8         | 20        | 40        | 3         | 10        | 30        | 0           | 0           | 0           | 6        | 14       | 20       | 3    | 2    | 5     | 4     | 4   |
| Mark Czumbel        | 24  | 4 | 116 | 11    | 7     | 0         | 6         | 0         | 8         | 24        | 33        | 0           | 0           | 0           | 1        | 6        | 7        | 1    | 0    | 7     | 4     | 10  |
| Riccardo Chinellato | 24  | 4 | 91  | 7     | 4     | 10        | 21        | 48        | 1         | 4         | 25        | 1           | 2           | 50          | 7        | 11       | 18       | 1    | 0    | 2     | 2     | 5   |
| Michael Sacchettini | 12  | 3 | 35  | 8     | 0     | 6         | 13        | 46        | 0         | 0         | 0         | 0           | 0           | 0           | 2        | 4        | 6        | 0    | 0    | 6     | 2     | 1   |
| Marco Venuto        | 11  | 2 | 48  | 3     | 4     | 1         | 4         | 25        | 2         | 4         | 50        | 3           | 4           | 75          | 0        | 2        | 2        | 0    | 0    | 5     | 0     | 7   |
| Zakaria El Agbani   | 0   | 2 | 11  | 3     | 0     | 0         | 0         | 0         | 0         | 1         | 0         | 0           | 0           | 0           | 0        | 0        | 0        | 0    | 0    | 1     | 1     | 0   |

#### Nei Play-Out
| Nome                | Pun | G | Min | Falli | Falli | Tiri da 2 | Tiri da 2 | Tiri da 2 | Tiri da 3 | Tiri da 3 | Tiri da 3 | Tiri Liberi | Tiri Liberi | Tiri Liberi | Rimbalzi | Rimbalzi | Rimbalzi | Stop | Stop | Palle | Palle | Ass |
| Nome                | Pun | G | Min | C     | S     | R         | T         | %         | R         | T         | 3P%       | R           | T           | TL%         | O        | D        | T        | D    | S    | P     | R     | Ass |
| ------------------- | --- | - | --- | ----- | ----- | --------- | --------- | --------- | --------- | --------- | --------- | ----------- | ----------- | ----------- | -------- | -------- | -------- | ---- | ---- | ----- | ----- | --- |
| Nik Raivio          | 78  | 4 | 144 | 6     | 30    | 21        | 43        | 49        | 5         | 9         | 56        | 21          | 25          | 84          | 5        | 38       | 43       | 0    | 1    | 13    | 7     | 12  |
| Federico Bonacini   | 62  | 4 | 122 | 15    | 16    | 17        | 35        | 49        | 5         | 15        | 33        | 13          | 20          | 65          | 2        | 7        | 9        | 0    | 2    | 16    | 2     | 5   |
| Anthony Morse       | 60  | 4 | 124 | 14    | 12    | 18        | 38        | 47        | 1         | 2         | 50        | 21          | 21          | 100         | 11       | 12       | 23       | 0    | 0    | 8     | 3     | 5   |
| Daniel Donzelli     | 38  | 4 | 135 | 12    | 16    | 8         | 16        | 50        | 4         | 8         | 50        | 10          | 15          | 67          | 10       | 26       | 36       | 3    | 1    | 8     | 5     | 9   |
| Riccardo Chinellato | 22  | 4 | 48  | 4     | 9     | 6         | 11        | 55        | 1         | 2         | 50        | 7           | 7           | 100         | 4        | 9        | 13       | 0    | 1    | 2     | 0     | 1   |
| Marco Venuto        | 21  | 4 | 129 | 10    | 14    | 1         | 4         | 25        | 4         | 17        | 24        | 7           | 12          | 58          | 0        | 13       | 13       | 0    | 0    | 6     | 2     | 6   |
| Jacopo Lucarelli    | 15  | 4 | 39  | 4     | 3     | 4         | 9         | 44        | 1         | 2         | 50        | 4           | 4           | 100         | 0        | 1        | 1        | 0    | 1    | 0     | 3     | 0   |
| Mark Czumbel        | 7   | 4 | 26  | 5     | 3     | 2         | 4         | 50        | 1         | 4         | 25        | 0           | 0           | 0           | 0        | 2        | 2        | 0    | 0    | 2     | 2     | 1   |
| Michael Sacchettini | 4   | 4 | 31  | 10    | 1     | 1         | 9         | 11        | 0         | 0         | 0         | 2           | 2           | 100         | 1        | 3        | 4        | 0    | 2    | 2     | 2     | 1   |
| Zakaria El Agbani   | 0   | 2 | 2   | 0     | 0     | 0         | 1         | 0         | 0         | 0         | 0         | 0           | 0           | 0           | 0        | 0        | 0        | 0    | 0    | 1     | 0     | 0   |

## Classifica

### Supercoppa

#### Girone Giallo
| Pos | Squadra         | G | V | P | PF  | PS  | DP  | Pt | Qualificazione |
| --- | --------------- | - | - | - | --- | --- | --- | -- | -------------- |
| 1   | Treviglio       | 3 | 3 | 0 | 231 | 195 | +36 | 6  | Qualificata    |
| 2   | Pall. Cantù     | 3 | 2 | 1 | 221 | 200 | +21 | 4  |                |
| 3   | Bakery Piacenza | 3 | 1 | 2 | 203 | 212 | −9  | 2  |                |
| 4   | U.C.C. Piacenza | 3 | 0 | 3 | 188 | 212 | −24 | 0  |                |

### Girone Verde
Aggiornata al 1 maggio 2022.
|  | Pos. | Squadra                          | Pt | G  | V  | P  | PtF  | PtS  | Diff. |
|  | ---- | -------------------------------- | -- | -- | -- | -- | ---- | ---- | ----- |
|  | 1.   | Apu Old Wild West Udine          | 52 | 30 | 26 | 4  | 2422 | 2018 | 404   |
|  | 2.   | S.Bernardo-Cinelandia Park Cantù | 46 | 30 | 23 | 7  | 2463 | 2265 | 198   |
|  | 3.   | Giorgio Tesi Group Pistoia       | 42 | 30 | 21 | 9  | 2323 | 2183 | 140   |
|  | 4.   | UCC Assigeco Piacenza            | 34 | 30 | 17 | 13 | 2361 | 2275 | 86    |
|  | 5.   | Gruppo Mascio Treviglio          | 34 | 30 | 17 | 13 | 2376 | 2267 | 109   |
|  | 6.   | Reale Mutua Torino               | 32 | 30 | 16 | 14 | 2424 | 2328 | 96    |
|  | 7.   | Staff Mantova                    | 30 | 30 | 15 | 15 | 2333 | 2323 | 10    |
|  | 8.   | Novipiù JB Monferrato            | 30 | 30 | 15 | 15 | 2233 | 2285 | -52   |
|  | 9.   | 2B Control Trapani               | 28 | 30 | 14 | 16 | 2227 | 2354 | -127  |
|  | 10.  | Urania Basket Milano             | 24 | 30 | 12 | 18 | 2285 | 2367 | -82   |
|  | 11.  | Edilnol Biella                   | 24 | 30 | 12 | 18 | 2203 | 2328 | -125  |
|  | 12.  | Bakery Piacenza                  | 20 | 30 | 10 | 20 | 2314 | 2475 | -161  |
|  | 13.  | Infodrive Capo d'Orlando         | 18 | 30 | 9  | 21 | 2363 | 2449 | -86   |
|  | 14.  | Agribertocchi Orzinuovi          | 4  | 30 | 2  | 28 | 2120 | 2529 | -409  |

Legenda:
      Partecipante ai play-off.

      Partecipante ai play-out.

      Retrocessa direttamente in Serie B 2022-2023.
  Retrocessa in Serie B.
  Vincitrice della Supercoppa LNP 2021
  Vincitrice della Coppa Italia 2022
Regolamento:
Due punti a vittoria, zero a sconfitta.

#### Risultati
|                 | BIE   | CAN     | CDO   | MAN    | MON   | ORZ    | PIA   | PIS   | TOR    | TRA    | TRE   | UCC   | UDI   | URA   |
| --------------- | ----- | ------- | ----- | ------ | ----- | ------ | ----- | ----- | ------ | ------ | ----- | ----- | ----- | ----- |
| Biella          |       | 75–77   | 68–76 | 85–71  | 88–84 | 82–70  | 73–59 | 69–82 | 60–86  | 71–65  | 69–78 | 63–76 | 83–82 | 92–86 |
| Cantù           | 95–72 |         | 88–73 | 83–81  | 91–77 | 76–61  | 90–95 | 75–59 | 83–78  | 103–67 | 78–70 | 72–67 | 81–78 | 77–67 |
| Capo d'Orlando  | 95–91 | 93–104  |       | 81–87  | 87–66 | 73–62  | 81–80 | 77–80 | 60–72  | 74–76  | 65–66 | 68–66 | 67–74 | 86–67 |
| Mantova         | 86–62 | 70–59   | 92–86 |        | 96–75 | 89–72  | 74–77 | 66–85 | 86–90  | 81–68  | 81–71 | 64–68 | 70–79 | 92–74 |
| Monferrato      | 65–62 | 75–84   | 97–77 | 79–73  |       | 74–69  | 83–67 | 69–83 | 76–72  | 71–75  | 88–85 | 79–75 | 49–72 | 70–61 |
| Orzinuovi       | 68–74 | 73–86   | 81–76 | 65–67  | 65–68 |        | 68–81 | 66–90 | 87–90  | 70–72  | 78–91 | 82–83 | 65–83 | 75–80 |
| Piacenza        | 71–67 | 128–136 | 90–74 | 81–89  | 87–84 | 101–89 |       | 70–75 | 79–107 | 85–90  | 63–79 | 65–76 | 75–85 | 81–78 |
| Pistoia         | 89–84 | 68–82   | 82–64 | 96–63  | 78–71 | 76–85  | 89–76 |       | 70–69  | 80–70  | 88–74 | 78–50 | 65–70 | 90–81 |
| Torino          | 68–64 | 83–85   | 88–87 | 85–80  | 96–73 | 91–80  | 90–75 | 72–75 |        | 79–63  | 79–98 | 82–73 | 72–74 | 88–70 |
| Trapani         | 89–78 | 72–91   | 83–78 | 64–72  | 67–84 | 65–56  | 68–66 | 69–73 | 70–66  |        | 78–70 | 82–77 | 73–88 | 90–81 |
| Treviglio       | 71–73 | 82–75   | 96–78 | 81–78  | 67–69 | 76–53  | 95–71 | 79–73 | 85–72  | 86–70  |       | 99–85 | 79–76 | 68–73 |
| U.C.C. Piacenza | 76–57 | 84–71   | 91–85 | 81–66  | 73–83 | 117–79 | 89–71 | 63–64 | 94–99  | 77–64  | 84–69 |       | 62–84 | 80–72 |
| Udine           | 88–59 | 71–76   | 80–71 | 69–57  | 71–55 | 104–47 | 73–60 | 88–83 | 82–62  | 84–57  | 79–59 | 95–86 |       | 82–65 |
| Urania Milano   | 72–63 | 66–58   | 93–89 | 104–73 | 67–68 | 82–72  | 71–67 | 69–73 | 77–73  | 92–80  | 69–90 | 72–75 | 54–81 |       |

### Fase orologio
I punti accumulati durante questa fase vengono aggiunti alla classifica della squadra del girone di appartenenza, dando la classifica finale dei due gironi al termine di questa ultima fase. 
|         | 1ª giornata                                       |        |
|         |                                                   |        |
| 15 apr. | Unieuro Forli - 2B Control Trapani                | 87-83  |
| 15 apr. | OraSì Ravenna - Reale Mutua Torino                | 75-69  |
| 16 apr. | Ristopro Fabriano - Acqua S.Bernardo Cantù        | 74-73  |
| 16 apr. | Umana Chiusi - Novipiù JB Monferrato              | 74-71  |
| 16 apr. | Top Secret Ferrara - UCC Assigeco Piacenza        | 94-77  |
| 16 apr. | Atlante Eurobasket Roma - Bakery Piacenza         | 82-74  |
| 16 apr. | Givova Scafati - Giorgio Tesi Group Pistoia       | 82-71  |
| 16 apr. | Tramec Cento - Staff Mantova                      | 87-81  |
| 16 apr. | Benacquista Assicurazioni Latina - Edilnol Biella | 73-77  |
| 16 apr. | Next Nardò - Apu Old Wild West Udine              | 91-100 |
| 16 apr. | LUX Chieti - Infodrive Capo d'Orlando             | 99-89  |
| 16 apr. | Tezenis Verona - Gruppo Mascio Treviglio          | 77-70  |
| 16 apr. | Allianz Pazienza San Severo - Urania Milano       | 95-80  |
| 27 apr. | Stella Azzurra Roma - Agribertocchi Orzinuovi     | 91-69  |

|         | 2ª giornata                                              |       |
|         |                                                          |       |
| 20 apr. | Bakery Piacenza - Ristopro Fabriano                      | 79-78 |
| 20 apr. | Urania Milano - Stella Azzurra Roma                      | 70-61 |
| 20 apr. | Edilnol Biella - Next Nardò                              | 76-89 |
| 20 apr. | Acqua S.Bernardo Cantù - Umana Chiusi                    | 76-68 |
| 20 apr. | Infodrive Capo d'Orlando - Givova Scafati                | 67-76 |
| 20 apr. | Giorgio Tesi Group Pistoia - Top Secret Ferrara          | 85-77 |
| 20 apr. | Agribertocchi Orzinuovi - Tezenis Verona                 | 67-93 |
| 20 apr. | Gruppo Mascio Treviglio - Tramec Cento                   | 72-64 |
| 20 apr. | Reale Mutua Torino - Unieuro Forli                       | 96-88 |
| 20 apr. | Novipiù JB Monferrato - Allianz Pazienza San Severo      | 80-66 |
| 20 apr. | UCC Assigeco Piacenza - Benacquista Assicurazioni Latina | 95-83 |
| 20 apr. | 2B Control Trapani - LUX Chieti                          | 99-85 |
| 21 apr. | Apu Old Wild West Udine - OraSì Ravenna                  | 75-69 |
| 27 apr. | Staff Mantova - Atlante Eurobasket Roma                  | 80-69 |

|         | 1ª giornata                                       |        |
|         |                                                   |        |
| 15 apr. | Unieuro Forli - 2B Control Trapani                | 87-83  |
| 15 apr. | OraSì Ravenna - Reale Mutua Torino                | 75-69  |
| 16 apr. | Ristopro Fabriano - Acqua S.Bernardo Cantù        | 74-73  |
| 16 apr. | Umana Chiusi - Novipiù JB Monferrato              | 74-71  |
| 16 apr. | Top Secret Ferrara - UCC Assigeco Piacenza        | 94-77  |
| 16 apr. | Atlante Eurobasket Roma - Bakery Piacenza         | 82-74  |
| 16 apr. | Givova Scafati - Giorgio Tesi Group Pistoia       | 82-71  |
| 16 apr. | Tramec Cento - Staff Mantova                      | 87-81  |
| 16 apr. | Benacquista Assicurazioni Latina - Edilnol Biella | 73-77  |
| 16 apr. | Next Nardò - Apu Old Wild West Udine              | 91-100 |
| 16 apr. | LUX Chieti - Infodrive Capo d'Orlando             | 99-89  |
| 16 apr. | Tezenis Verona - Gruppo Mascio Treviglio          | 77-70  |
| 16 apr. | Allianz Pazienza San Severo - Urania Milano       | 95-80  |
| 27 apr. | Stella Azzurra Roma - Agribertocchi Orzinuovi     | 91-69  |

|         | 2ª giornata                                              |       |
|         |                                                          |       |
| 20 apr. | Bakery Piacenza - Ristopro Fabriano                      | 79-78 |
| 20 apr. | Urania Milano - Stella Azzurra Roma                      | 70-61 |
| 20 apr. | Edilnol Biella - Next Nardò                              | 76-89 |
| 20 apr. | Acqua S.Bernardo Cantù - Umana Chiusi                    | 76-68 |
| 20 apr. | Infodrive Capo d'Orlando - Givova Scafati                | 67-76 |
| 20 apr. | Giorgio Tesi Group Pistoia - Top Secret Ferrara          | 85-77 |
| 20 apr. | Agribertocchi Orzinuovi - Tezenis Verona                 | 67-93 |
| 20 apr. | Gruppo Mascio Treviglio - Tramec Cento                   | 72-64 |
| 20 apr. | Reale Mutua Torino - Unieuro Forli                       | 96-88 |
| 20 apr. | Novipiù JB Monferrato - Allianz Pazienza San Severo      | 80-66 |
| 20 apr. | UCC Assigeco Piacenza - Benacquista Assicurazioni Latina | 95-83 |
| 20 apr. | 2B Control Trapani - LUX Chieti                          | 99-85 |
| 21 apr. | Apu Old Wild West Udine - OraSì Ravenna                  | 75-69 |
| 27 apr. | Staff Mantova - Atlante Eurobasket Roma                  | 80-69 |

|         | 3ª giornata                                      |         |
|         |                                                  |         |
| 23 apr. | Ristopro Fabriano - Apu Old Wild West Udine      | 58-82   |
| 23 apr. | Atlante Eurobasket Roma - Edilnol Biella         | 74-83   |
| 24 apr. | Stella Azzurra Roma - Infodrive Capo d'Orlando   | 81-84   |
| 24 apr. | Givova Scafati - Acqua S.Bernardo Cantù          | 66-62   |
| 24 apr. | Allianz Pazienza San Severo - 2B Control Trapani | 79-71   |
| 24 apr. | Benacquista Assicurazioni Latina - Urania Milano | 112-100 |
| 24 apr. | LUX Chieti - Bakery Piacenza                     | 64-77   |
| 24 apr. | Tezenis Verona - Giorgio Tesi Group Pistoia      | 74-46   |
| 24 apr. | Next Nardò - Agribertocchi Orzinuovi             | 109-76  |
| 24 apr. | Umana Chiusi - Reale Mutua Torino                | 83-76   |
| 24 apr. | Top Secret Ferrara - Novipiù JB Monferrato       | 78-72   |
| 24 apr. | Tramec Cento - UCC Assigeco Piacenza             | 62-80   |
| 24 apr. | Unieuro Forli - Staff Mantova                    | 61-75   |
| 25 apr. | OraSì Ravenna - Gruppo Mascio Treviglio          | 99-91   |

|        | 4ª giornata                                         |        |
|        |                                                     |        |
| 1 mag. | Acqua S.Bernardo Cantù - OraSì Ravenna              | 76-72  |
| 1 mag. | Giorgio Tesi Group Pistoia - Umana Chiusi           | 77-79  |
| 1 mag. | Gruppo Mascio Treviglio - Top Secret Ferrara        | 79-82  |
| 1 mag. | Reale Mutua Torino - Tramec Cento                   | 74-76  |
| 1 mag. | Novipiù JB Monferrato - Unieuro Forli               | 78-79  |
| 1 mag. | UCC Assigeco Piacenza - Allianz Pazienza San Severo | 81-71  |
| 1 mag. | Staff Mantova - Benacquista Assicurazioni Latina    | 93-86  |
| 1 mag. | 2B Control Trapani - Atlante Eurobasket Roma        | 87-70  |
| 1 mag. | Agribertocchi Orzinuovi - Givova Scafati            | 70-89  |
| 1 mag. | Urania Milano - LUX Chieti                          | 92-66  |
| 1 mag. | Infodrive Capo d'Orlando - Ristopro Fabriano        | 102-73 |
| 1 mag. | Edilnol Biella - Stella Azzurra Roma                | 83-67  |
| 1 mag. | Apu Old Wild West Udine - Tezenis Verona            | 73-68  |
| 1 mag. | Bakery Piacenza - Next Nardò                        | 63-78  |

|         | 3ª giornata                                      |         |
|         |                                                  |         |
| 23 apr. | Ristopro Fabriano - Apu Old Wild West Udine      | 58-82   |
| 23 apr. | Atlante Eurobasket Roma - Edilnol Biella         | 74-83   |
| 24 apr. | Stella Azzurra Roma - Infodrive Capo d'Orlando   | 81-84   |
| 24 apr. | Givova Scafati - Acqua S.Bernardo Cantù          | 66-62   |
| 24 apr. | Allianz Pazienza San Severo - 2B Control Trapani | 79-71   |
| 24 apr. | Benacquista Assicurazioni Latina - Urania Milano | 112-100 |
| 24 apr. | LUX Chieti - Bakery Piacenza                     | 64-77   |
| 24 apr. | Tezenis Verona - Giorgio Tesi Group Pistoia      | 74-46   |
| 24 apr. | Next Nardò - Agribertocchi Orzinuovi             | 109-76  |
| 24 apr. | Umana Chiusi - Reale Mutua Torino                | 83-76   |
| 24 apr. | Top Secret Ferrara - Novipiù JB Monferrato       | 78-72   |
| 24 apr. | Tramec Cento - UCC Assigeco Piacenza             | 62-80   |
| 24 apr. | Unieuro Forli - Staff Mantova                    | 61-75   |
| 25 apr. | OraSì Ravenna - Gruppo Mascio Treviglio          | 99-91   |

|        | 4ª giornata                                         |        |
|        |                                                     |        |
| 1 mag. | Acqua S.Bernardo Cantù - OraSì Ravenna              | 76-72  |
| 1 mag. | Giorgio Tesi Group Pistoia - Umana Chiusi           | 77-79  |
| 1 mag. | Gruppo Mascio Treviglio - Top Secret Ferrara        | 79-82  |
| 1 mag. | Reale Mutua Torino - Tramec Cento                   | 74-76  |
| 1 mag. | Novipiù JB Monferrato - Unieuro Forli               | 78-79  |
| 1 mag. | UCC Assigeco Piacenza - Allianz Pazienza San Severo | 81-71  |
| 1 mag. | Staff Mantova - Benacquista Assicurazioni Latina    | 93-86  |
| 1 mag. | 2B Control Trapani - Atlante Eurobasket Roma        | 87-70  |
| 1 mag. | Agribertocchi Orzinuovi - Givova Scafati            | 70-89  |
| 1 mag. | Urania Milano - LUX Chieti                          | 92-66  |
| 1 mag. | Infodrive Capo d'Orlando - Ristopro Fabriano        | 102-73 |
| 1 mag. | Edilnol Biella - Stella Azzurra Roma                | 83-67  |
| 1 mag. | Apu Old Wild West Udine - Tezenis Verona            | 73-68  |
| 1 mag. | Bakery Piacenza - Next Nardò                        | 63-78  |

### Play-out[19]
|     | 1° spareggio     | G1 | G2 | G3 | G4 |
| --- | ---------------- | -- | -- | -- | -- |
| 12V | Pall. Piacentina | 72 | 79 | 76 | 80 |
| 13R | Stella Azzurra   | 76 | 60 | 74 | 59 |

|     | 2° spareggio | G1  | G2 | G3 | G4 |
| --- | ------------ | --- | -- | -- | -- |
| 12R | Nardò Basket | 100 | 95 | 64 | 95 |
| 13V | Orlandina    | 99  | 93 | 91 | 86 |